# Mogotón
Mogotón, även kallat Pico Mogotón och Cerro Mogotón, är ett 2 107 meter högt berg vars topp ligger på gränsen mellan Nicaragua och Honduras. Bergets topp är den högsta punkten i Nicaragua.
På den Nicaraguanska sidan ligger berget i Naturreservatet Cordillera Dipilto y Jalapa, på gränsen mellan kommunerna Mozonte och San Fernando. Stigen upp till berget, genom ekskogar och tallskogar, bjuder på en spektakulär vandring.